# Fabrice Humbert
Pour les articles homonymes, voir Humbert.
Œuvres principales
- L'Origine de la violence (2009)
- La Fortune de Sila (2010)
- Eden Utopie (2015)
- Le Monde n'existe pas (2020)

Fabrice Humbert, né à Saint-Cloud, est un écrivain et professeur de littérature française.

## Biographie
Fabrice Humbert naît à Saint-Cloud le 3 avril 1969.
Agrégé de lettres modernes, il rédige ensuite une thèse de doctorat sur l'autobiographie chez Louis Calaferte.
Après avoir longtemps enseigné la littérature au lycée franco-allemand de Buc dans les Yvelines, il enseigne en classes préparatoires au lycée La Bruyère à Versailles et il est professeur d'écriture à HEC.
Il commence à écrire en classe de terminale et songe plus sérieusement à devenir écrivain à partir de l'âge de 20 ans.
Il rencontre le succès en 2009 avec son troisième roman, L'Origine de la violence. Le livre à caractère autofictionnel raconte l'histoire d'un professeur de lycée qui visite le camp de concentration de Buchenwald avec ses élèves et croit reconnaître son père dans la photo d'un détenu. Le livre remporte le prix Orange du livre en 2009, le prix Renaudot du livre de poche en 2010 et le prix littéraire des Grandes Écoles, prix remis par un jury de 27 étudiants de Grandes écoles la même année. Il est adapté au cinéma par Élie Chouraqui en 2016. En janvier 2009, Andrew Nurnberg, agent littéraire britannique ayant découvert Jonathan Littell, prix Goncourt 2006 pour Les Bienveillantes (Gallimard), acquiert les droits mondiaux pour L'Origine de la violence. Si le livre remporte un grand succès, il ne fait pas non plus l'unanimité.
L'année suivante, en 2010, Fabrice Humbert publie une grande fresque sur la crise financière intitulée La Fortune de Sila. Le livre reçoit le prix Jean-Jacques Rousseau 2010, le Grand prix RTL-Lire remis à l'occasion du Salon du livre de Paris en mars 2011, et le prix des étudiants francophones, dépendant du prix littéraire des jeunes Européens 2013. En 2012, il achève avec Avant la chute ce qu'on peut considérer comme une trilogie sur la violence.
En 2015, Eden Utopie évoque l'histoire de la famille maternelle de l'auteur, centrée sur les divisions sociales puis politiques après 1968, notamment à cause du terrorisme.
En 2020, après Comment vivre en héros ?, l'auteur publie Le Monde n'existe pas, qui met en scène un journaliste tâchant de découvrir la vérité sur l'assassinat d'une adolescente. Le livre est une réflexion sur le mélange de fiction et de réalité des sociétés modernes.
En décembre 2020, une étude d'ensemble est parue sur son œuvre, La voix singulière de Fabrice Humbert, Aline Mura-Brunel (Editeur Unicité).
Par ailleurs, l’Ère des non-témoins d’Aurélie Barjonet consacre plusieurs chapitres à L’Origine de la violence.

## Œuvres
- Autoportraits en noir et blanc, Plon, 2001, 196 p.  (ISBN 225919429X)
- Biographie d'un inconnu, Passage, 2008, 176 p.  (ISBN 2847421106)
- L'Origine de la violence, Passage, 2009, 352 p.  (ISBN 978-2-84742-129-3)
- La Fortune de Sila, Passage, 2010, 352 p.  (ISBN 9782847421545)
- Avant la chute, Passage, 2012, 288 p.,  (ISBN 978-2-84742-194-1)
- Eden Utopie, Gallimard, coll. « Blanche », 2015, 288 p.  (ISBN 978-2-07-014443-3)
- Comment vivre en héros ?, Gallimard, coll. « Blanche », 2017  (ISBN 9782072741197)
- Le Monde n'existe pas, Gallimard, coll. « Blanche », 2020  (ISBN 9782072880315)
- L’expérience des fantômes, Gallimard, 2023.

## Prix et distinctions
- 2009 : Prix Orange du livre pour L'Origine de la violence
- 2010 : Prix Renaudot du livre de poche pour L'Origine de la violence
- 2010 : Prix littéraire des Grandes Écoles pour L'Origine de la violence
- 2011 : Prix Jean-Jacques-Rousseau pour La Fortune de Sila
- 2011 : Grand prix RTL-Lire pour La Fortune de Sila
- 2013 : Prix des étudiants francophones, dépendant du prix littéraire des jeunes Européens[6] pour La Fortune de Sila
- 2020 : Prix du Festival du cinéma américain de Deauville pour Le Monde n'existe pas
- 2020 : Prix Filigranes, Bruxelles pour Le Monde n'existe pas